# Угроженост биљних врста Суве планине
Флору Суве планине чини укупно 1.261 биљна врсте, од којих се 267 (21%) може сврстати у неку од категорија угрожености флоре Републике Србије.

## Опште информације
Балканско полуострво је флористички најразноликији део Европе, које се карактерише већим бројем центара диверзитета. То је један од показатеља флористичког и вегетацијског богатства и диверитета овог подручја. Основни критеријуми за проглашавање тог подручја центром флористичког диверзитета су број биљних врста и број ендема. Ове позакатеље у Србији задовољава и Сува Планина.
У току сваке истраживачке године на подручју Суве планине откриване су биљне врсте до тада непознате за ову планину, а неке од њих су биле новитети за флору Србије (Cuscuta planiflora, Cotoneaster melanocarpa, Linum extraaxillare, Petasites kablikianus, Cystopteris montana i Campanula kladniana).  Осим тога, флору Суве планине изграђује велики број ендемичних биљних врста (125), од којих су неке стеноендемити (Панчићева кандилка, Наталијина рамонда, Српска рамонда) или локални ендемити (Aquilegia pancicii i Rosa serbica).
Након бројних студија о угрожености биљних врста спроведеној на простору Суве планине, с краја 20. века, утврђено је да су на овом простору.
- три врсте, које су раније насељавале Суву планину, припадају категорији врста за које се основано сумња да су ишчезле са територије Србије,
- двадесет врста припада категорији критично угрожених врста (ЦР),
- тридесет врста припада категорији угрожених врста (ЕН),
- осамдесет врста категорији рањивих (ВУ)
- стодвадесетпет категорији врста ниског ризика угрожености,
- док за девет врста нема довољно података о њиховој распрострањености.

Висок степен присуства угрожених биљних врста у флори Суве планине, у којој је свака пета врста на неки начин угрожена и да јој пре или касније прети опасност од ишчезавања са подручја Републике Србије, говори колики је биодиверзитолошки значај Суве планине.
За случај једноличних еколошких услова према номограму Бикова за наведено процентуално учешће ендемита била би потребна површина од 300 000 km2, што одговара шест стотина пута већој површини од оне коју стварно заузима Сува планина. Овај податак указује на богату разноврсност еколошких утицаја и специфичности промена у флорогенези подручја. Фитогеографском анализом је утврђено да су ендемити Суве планине распоређени у 5 основна и 2 прелазна ареал типа.
На основу резултата популационе анализе најугроженијих биљних врста Суве планине, највећи број је распрострањен на северозападном гребену планине (шире подручје Трема и Соколовог Камена).

## Преглед угрожених врста флоре Суве планине по категорији угрожености у флори Србије.[9]

### Врсте за које се сумња да су нестале са територије Србије (EW Srb)
- Шпицелов каћун - Orchis spitzelii Saut.
- Панчићева грахорица - Lathyrus pancicii (Jurišić) Adam.
- Нишка жутеница - Genista nyssana Petrović

### Крајње угрожене врсте (CR Srb)
- Lycopodium complanatum L.
- Anthris. fumarioides (W. & K.) Spreng.
- Cystopteris montana (Lam.) Desv.
- Cachrys alpina M.B.
- Pinus nigra Arn. ssp. pallasiana (Lamb.)
- Holm. Cuscuta planiflora Ten.
- Eranthis hiemalis (L.) Salisb.
- Orobanche laserpitii-sileris Reut.
- Dianthus pancicii Vel.
- Scutellaria alpina L.
- Androsace lactea L.
- Campanula latifolia L.
- Linum extraaxilare Kit.
- Campanula kladniana (Schur) Witasek
- Seseli serbicum Degen
- Petasites kablikianus Tausch ex Bercht.
- Seseli tommasinii Reich.
- Cypripedium calceolus L.
- Angelica palustris (Bess.) Hoffm.
- Orobanche nana Noe

### Угрожене врсте (EN Srb)
- Aquilegia pancicii Degen
- Bupleurum ranunculoides L.
- Aconitum variegatum L.
- Bupleurum longifolium L.
- Hypericum umbellatum A. Kern.
- Thesium bavarum Schrk.
- Hypericum linarioides Besse
- Cephalaria flava (S.S.) Szabo
- Viola pyrenaica Ramond
- Lythospermum tenuiflorum L.
- Allyssum minus (L.) Rothm.
- Orobanche serbica F. Schultz
- Kernera saxatilis (L.) Reichenb.
- Orobanche pancicii Beck
- Hutchinsia petraea (L.) R. Br.
- Stachys reinertii Heldr.
- Biscutella laevigata L.
- Senecio wagneri Deg.
- Androsace villosa L.
- Epipactis atrorubens (Hoff,.) Schult.
- Euphorbia barrelieri Savi
- Carex rupestris Bell.
- Potentilla apennina Ten.
- Carex brachystachys Schrank & Moll
- Saxifraga marginata Sternb. var. rocheliana (Sternb.) Engl. & Irmsch.
- Calamagrostis varia (Schrad.) Host
- Coronilla vaginalis Lam.
- Koeleria nitidula Velen.
- Ruta graveolens L.
- Poa concina Gaud.

Међу напред наведеним  угроженим врстама  (EN Srb), налази се  и  20 изузетно угрожених биљних врста на простору Суве планине  од којих је 17 врста распрострањено у планинском и високопланинском појасу, као и у подножју главног гребена планине, у Сићевачкој и Јелашничкој клисури.

### Врсте ниског ризика угрожености (LR Srb)
| - Asplenium viride Hudson - Rhamnus saxatilis Jacq. - Blechnum spicant (L.) Roth. ap. - Usteri Rhamnus tinctorius W. & K. - Ranunculus serbicus Vis. - Rhamnus catharticus L. - Ranunculus montanus Willd. - Gentianella ciliata (L.) Borkh. - Ranunculus oreophilus M.B. - Scabiosa triniaefolia Friv. - Ranunculus psilostachys Gris. - Scabiosa fumarioides Vis. - Pančić Ranunculus illiricus L. - Atropa belladonna L. - Ranunculus platanifolius L. - Digitalis ferruginea L. - Juglans regia L. - Digitalis laevigata W. & K. - Cerastium banaticum (Roch.) Heuff. - Pedicularis comosa L. - Silene parnassiaca Boiss. & Sprun. - Ramonda serbica Pančić - Silene flavescens W. & K. - Ramonda nathaliae Pančić & Petrović - Saponaria bellidifolia Sm. - Micromeria cristata (Hoppe) Gris. - Dianthus pallens Sibth. & Sm. - Hyssopus officinalis L. - Polygonum viviparum L. - Campanula grossekii Heuff. - Rumex alpinus L. - Achillea serbica Nyman - Hypericum perforatum L. - Carduus hamulosus Ehrh. - Hypericum richeri Vill. - Cirsium eriophorum (L.) Scop. - Hypericum boissieri Petrović - Centaurea chrysolepis Vis. - Viola aetolica Boiss. & Heldr. - Leontodon montanus Lam. var. rilaensis (Hayek) Gajić - Helianthemum oelandicum (L.) DC. - Mycelis sonchifolia (Panč.) Hayek - Erysimum comatum Pančić Crepis pulchra L. - Roripa prolifera (Heuff.) Neilr. - Hieracium dolopicum Freyn. & Sint. - Allyssoides utriculata (L.) Medic. - Hieracium marmoreum Panč. - Thlaspi alpinum Crantz Hieracium sabaudum L. - Salix silesiaca Willd. - H. klisurae Zahn. ssp. nikolae Zahn. - Vaccinium vitis-idaea L. - Asphodeline liburnica (Scop.) Reichenb. - Vaccinium myrtillus L. - Lilium jankae Kerner - Moneses uniflora (L.) A. Gray - Ornithogalum montanum Cyr. - Androsace elongata L. - Ornithogalum nanum Sibth. & Sm. - Tilia caucasica Rupr. - Sternbergia colchiciflora W. & K. - Euphorbia graeca Boiss. & Sprun. - Asparagus officinalis L. | - Daphne mezereum L. - Iris pumila L. - Daphne oleoides Schreb. - Orchis morio L. - Daphne cneorum L. - Orchis coriophora L. - Daphne laureola L. - Orchis ustulata L. - Rosa andegavensis Bast. - Orchis tridentata Scop. - Sedum grisebachii Heldr. - Orchis simia Lam. - Sedum atratum L. - Orchis purpurea Huds. - Vicia dalmatica Kern. - Orchis mascula L. - Lathyrus pallescens (Bieb.) Koch - Orchis pallens L. - Lathyrus hallersteinii Baumg. - Traunsteinera globosa (L.) Reichenb. - Ononis repens L. - Dactylorhiza sambucina (L.) Soó - Medicago carstiensis Wulf. - Dact. majalis (Rchb.) Hunt, Summ. - Melilotus neapolitanus Ten. - Dactylorhiza maculata (L.) Soó - Trifolium diffusum Ehrh. - Anacamptis pyramidalis (L.) Rich. - Cytisus petrovicii Adamović - Nigritella nigra (L.) Reichenb. - Chamaec. polytrichus (M. Bieb.) Rothm. - Gymnadenia conopsea (L.) R. Br. - Chamaec. leiocarpus (A. Kern.) Rothm. - Platanthera chlorantha (Cust.) Reichenb. - Chamaec. jankae (Vel.) Rothm. - Epipactis helleborine (L.) Crantz - Coronilla elegans Pančić - Epipactis palustris (L.) Crantz - Dictamnus albus L. - Cephalanthera rubra (L.) Rich. - Acer marsicum L. - Cephalanthera longifolia (L.) - Fritsch Acer intermedium Pančić - Cephalanthera alba (Cr.) Simk. - Linum gallicum L. - Limnodorum abortivum (L.) Sw. - Linum tauricum Willd. - Listera ovata (L.) R. Br. - Eryngium palmatum Vis. & Pančić - Neottia nidus-avis (L.) L. C. M. - Richard Bupleurum praealtum L. - Picreus glomeratus (L.) Hayek - Libanotis montana Cr. - Stipa aristella L. - Peucedanum longifolium W. & K. - Stipa pulcherima C. Koch - Peuced. aegopodioides (Boiss.) Vand. - Stipa tirsa Stev. - Laserpitium siler L. - Hordeum bulbosum L. - Torillis ucranica Spreng. |

### Врсте за које нема довољно података о њиховој распрострањености  (DD Srb)
- Dianthus giganteus D’Urv.
- Rosa caesia Sm.
- Rumex scutatus L.
- Gentianella axillaris (Schm.) Dunjić
- Thlaspi avalanum Pančić
- Anchusa hybrida Ten.
- Rosa serbica Burnat & Gremli
- Gagea minima (L.) Kern.
- Senecio othonnae M.B.

## Галерија угрожених врста
- Наталијина рамонда (Ramonda nathaliae Pančić et Petrović)
- Српска рамонда (Ramonda serbica Pančić)